# Julien Vernaeve
Julien Vernaeve (Gent, 29 maart 1931) is een voormalige Belgische autocoureur die voornamelijk in de jaren 60 en 70 actief was in verschillende disciplines.

## Racecarrière
Julien Vernaeve nam deel aan allerlei racetypes, gaande van heuvelklimraces, rally, rallycross-slalom tot circuitraces.
Hij reed races over heel Europa.
De meeste races reed hij met een Mini. Hij is een van de meest succesvolle Mini-racers.
Hij racete echter nog met heel wat andere auto's ook, soms zelfs met verschillende auto's in andere categorieën in hetzelfde evenement op dezelfde dag.

### 1951
| Datum      | Type    | Race                                                         | Nummer | Auto       | Nummerplaat | Rijders | Team | Resultaat   |
| ---------- | ------- | ------------------------------------------------------------ | ------ | ---------- | ----------- | ------- | ---- | ----------- |
| 20/05/1951 | Circuit | Grand Prix de Belgique des Voitures de Série à Francorchamps | 25     | Austin A40 |             |         |      | Série E, 8e |

### 1957
| Datum         | Type  | Race             | Nummer | Auto              | Nummerplaat | Rijders            | Team | Resultaat |
| ------------- | ----- | ---------------- | ------ | ----------------- | ----------- | ------------------ | ---- | --------- |
| 10-11/11/1957 | Rally | Tour de Belgique | 21     | Austin Healey 100 | 3995 N      | Vernaeve / Niclaus |      | Opgave    |

### 1958
| Datum         | Type       | Race                                           | Nummer | Auto            | Nummerplaat | Rijders            | Team | Resultaat       |
| ------------- | ---------- | ---------------------------------------------- | ------ | --------------- | ----------- | ------------------ | ---- | --------------- |
| 15-16/03/1958 | Rally      | Rallye de Thuin                                | 71     | Volkswagen 1300 | 2795 L      | Vernaeve / Niclaus |      | 1e in categorie |
| 30/03/1958    | Heuvelklim | Course de côte de La Roche en Ardenne - Samrée |        | Volkswagen 1300 |             | Vernaeve / Niclaus |      | 3e in klasse    |
| 4/05/1958     | Heuvelklim | Course de côte du Charreau de Leffe (Dinant)   | 2795 L | Volkswagen 1300 |             | Vernaeve / Niclaus |      | 7e in klasse    |
| 28-29/06/1958 | Rally      | Rallye de Nivelles                             |        | Volkswagen 1300 |             | Vernaeve           |      | Gedeclasseerd   |
| 27-28/09/1958 | Rally      | Rallye d'Automne (La Rochelle - Frankrijk)     | 50     | Volkswagen 1300 | 2795 L      | Vernaeve / Niclaus |      | 5e in categorie |

### 1959
| Datum         | Type    | Race                                         | Nummer | Auto            | Nummerplaat | Rijders            | Team | Resultaat             |
| ------------- | ------- | -------------------------------------------- | ------ | --------------- | ----------- | ------------------ | ---- | --------------------- |
| 06-08/02/1959 | Rally   | Rallye des Routes du Nord (Frankrijk)        | 48     | Volkswagen 1300 | 3995 N      | Vernaeve / Niclaus |      | Opgave                |
| 04-05/04/1959 | Rally   | 12 Heures de Huy                             | 59     | Volkswagen 1300 |             | Vernaeve           |      | 13e / 2e in categorie |
| 18-19/04/1959 | Rally   | Rally van West-Vlaanderen                    | 26     | Volkswagen 1300 |             | Vernaeve / Niclaus |      | Opgave                |
| 26/04/1959    | Circuit | Grote Prijs van Gent                         |        | Volkswagen 1300 |             | Vernaeve           |      | 2e in categorie       |
| 11-14/06/1959 | Rally   | Rallye de Genève (Zwitserland)               | 154    | Porsche 1600 S  |             | Vernaeve / Carmelo |      | Opgave                |
| 27-28/06/1959 | Rally   | Rallye de Nivelles                           | 48     | Volkswagen 1300 |             | Vernaeve           |      | Buiten categorie      |
| 12/07/1959    | Circuit | Grote Prijs Benelux in Zandvoort (Nederland) |        | Volkswagen 1300 |             | Vernaeve           |      | 2e in categorie       |
| 02-06/09/1959 | Rally   | Liège-Rome-Liège                             | 87     | Porsche 1600 S  | B 5133      | Vernaeve / Debra   |      | Buiten categorie      |
| 01-04/10/1959 | Rally   | Rallye Deutschland (Duitsland)               | 19     | Porsche 1600 S  |             | Vernaeve / Debra   |      | 15e / 1e in categorie |
| 08-09/11/1959 | Rally   | Ronde van België (Tour De Belgique)          | 43     | Porsche 1600 S  |             | Vernaeve / Debra   |      | 10e in categorie      |

### 1960
| Datum         | Type                | Race                                                             | Nummer | Auto                   | Nummerplaat | Rijders               | Team   | Resultaat             |
| ------------- | ------------------- | ---------------------------------------------------------------- | ------ | ---------------------- | ----------- | --------------------- | ------ | --------------------- |
| 05-06/03/1960 | Rally               | Rallye de Thuin                                                  | 48     | Volvo PV544            | 919 S 7     | Vernaeve / Staelens   |        | Opgave                |
| 27/03/1960    | Rallycross - Slalom | Slalom de Charleroi                                              | 12     | Austin Seven 850       | 3995 N      | Vernaeve              |        | 3e in categorie       |
| 02-03/04/1960 | Rally               | 12 Heures de Huy                                                 | 57     | Austin Seven 850       |             | Vernaeve              | 3995 N | 21e / 2e in categorie |
| 07-08/04/1960 | Rally               | Rallye de Génévè (Zwitserland) - Critérium de Divonnes-les-Bains |        | Lotus Elite            |             | Vernaeve / Debra      |        | Opgave                |
| 09-10/04/1960 | Rally               | Rallye de Génévè (Zwitserland) - Rallye des Allobroges           | 116    | Fiat Abarth Zagato 750 | 10 B 54     | Vernaeve / Spiers     |        | Opgave                |
| 24/04/1960    | Heuvelklim          | Course de côte de La Roche en Ardenne                            | 46     | Austin Seven 850       |             | Vernaeve              |        | 2e                    |
| 1/05/1960     | Rallycross - Slalom | Slalom de Liège                                                  |        | Austin Seven 850       |             | Vernaeve              |        | 2e in categorie       |
| 02-07/05/1960 | Rally               | Tulpenrallye (Nederland)                                         | 61     | Lotus Elite            |             | Debra / Vernaeve      |        | Opgave                |
| 15/05/1960    | Heuvelklim          | Course de côte de Bomerée                                        | 72     | Austin Seven 850       | 3995 N      | Vernaeve              |        | 2e                    |
| 25-26/06/1960 | Rally               | Rallye de Nivelles                                               | 12     | Austin Seven 850       |             | Vernaeve / Alfvoet    |        | 27e                   |
| 3/07/1960     | Heuvelklim          | Course de côte d'Andenne                                         |        | Austin Seven 850       |             |                       |        | 1e                    |
| 10/07/1960    | Circuit             | Beker van Benelux in Zandvoort (Nederland)                       | 36     | Austin Seven 850       |             |                       |        | 4e in categorie       |
| 4/09/1960     | Circuit             | 500 km Nürburgring (Duitsland)                                   | 45     | Austin Seven 850       |             | Vernaeve / Schumacher |        | 26e / 4e in categorie |
| 24-25/09/1960 | Rally               | Rallye de Verviers et Hautes Fagnes                              | 20     | Fiat Abarth Zagato 750 | 10 B 54     | Vernaeve / Spiers     |        | ??                    |

### 1961
| Datum         | Type                | Race                                                                 | Nummer | Auto                   | Nummerplaat | Rijders               | Team   | Resultaat                     |
| ------------- | ------------------- | -------------------------------------------------------------------- | ------ | ---------------------- | ----------- | --------------------- | ------ | ----------------------------- |
| 10-13/02/1961 | Rally               | Rallye des Routes du Nord (Frankrijk)                                | 24     | Fiat Abarth Zagato 750 |             | Vernaeve / Merckx     |        | Opgave                        |
| 04-05/03/1961 | Rally               | Rallye de Thuin                                                      | 19     | Fiat Abarth Zagato 750 |             | Vernaeve / Merckx     | 3995 N | 3e in categorie               |
| 3/04/1961     | Rallycross - Slalom | Slalom van Roeselare                                                 |        | Fiat Abarth Zagato 750 |             | Vernaeve              |        | 1e / 1e in categorie          |
| 16/04/1961    | Circuit             | Beker van Brussel (Heizel)                                           | 7      | Fiat Abarth Zagato 750 |             | Vernaeve              |        | 5e                            |
| 22-23/04/1961 | Rally               | 12 Heures de Huy                                                     | 22     | Fiat Abarth Zagato 750 | 3995 N      | Vernaeve              |        | 11e / 1e in categorie         |
| 30/04/1961    | Heuvelklim          | Course de côte de La Roche en Ardenne - Samrée                       | 60     | Fiat Abarth Zagato 750 |             | Vernaeve              |        | 3e in categorie               |
| 1/05/1961     | Rallycross - Slalom | Slalom de Liège                                                      |        | Fiat Abarth Zagato 750 |             | Vernaeve              |        | 2e / 1e in groep              |
| 7/05/1961     | Circuit             | Kilometer van Antwerpen                                              | 66     | Fiat Abarth Zagato 750 |             | Vernaeve              |        | Record                        |
| 14/05/1961    | Circuit             | Grote Prijs van Spa-Francorchamps                                    |        | Porsche 1600 S         |             | Vernaeve              |        | Opgave                        |
| 28/05/1961    | Heuvelklim          | Course de côte de Alle-sur-Semois                                    |        | Fiat Abarth Zagato 750 | 3995 N      | Vernaeve              |        | 1e                            |
| 28/05/1961    | Heuvelklim          | Course de côte de Alle-sur-Semois                                    |        | Porsche 1600 S         |             | Vernaeve              |        | 1e                            |
| 4/06/1961     | Heuvelklim          | Course de côte de Bomerée                                            | 84     | Fiat Abarth Zagato 750 | 3995 N      | Vernaeve              |        | 2e / 1e in categorie          |
| 4/06/1961     | Heuvelklim          | Course de côte de Bomerée                                            | 7      | Austin Seven 850       |             | Vernaeve              |        | 1e                            |
| 4/06/1961     | Heuvelklim          | Course de côte de Bomerée                                            | 107    | Porsche 1600 S         |             | Vernaeve              |        | 2e                            |
| 11/06/1961    | Rallycross - Slalom | Slalom van Antwerpen                                                 | 61     | Fiat Abarth Zagato 750 |             | Vernaeve              |        | 2e in categorie               |
| 2/07/1961     | Heuvelklim          | Course de côte d'Andenne - Ben-Ahin                                  |        | Fiat Abarth Zagato 750 |             | Vernaeve              |        | 2e                            |
| 2/07/1961     | Heuvelklim          | Course de côte d'Andenne - Ben-Ahin                                  |        | Austin Seven 850       |             | Vernaeve              |        | 2e in categorie               |
| 9/07/1961     | Circuit             | Beker van Benelux in Zandvoort (Nederland)                           |        | Fiat Abarth Zagato 750 |             | Vernaeve              |        | 1e in categorie               |
| 9/07/1961     | Circuit             | Beker van Benelux in Zandvoort (Nederland)                           | 9      | Austin Seven 850       | 3995 N      | Vernaeve              |        | 1e + snelste ronde            |
| 23/07/1961    | Heuvelklim          | Course de côte du Cran d'Escalles (Frankrijk)                        | 9      | Austin Seven 850       | 3995 N      | Vernaeve              |        | 1e Gr. / 1e in categorie      |
| 30/07/1961    | Rallycross - Slalom | Slalom de Charleroi                                                  |        | Fiat Abarth Zagato 750 |             | Vernaeve              |        | 2e in categorie               |
| 27/08/1961    | Circuit             | Kampioenschap Slalom van België - Heizel                             |        | Fiat Abarth Zagato 750 |             | Vernaeve              |        | 3e in categorie               |
| 3/09/1961     | Circuit             | 500 km Nürburgring (Duitsland)                                       | 57     | Austin Seven 850       |             | Vernaeve / Schumacher |        | 26e / 6e in categorie         |
| 24/09/1961    | Heuvelklim          | Course de côte de Houyet                                             | 90     | Fiat Abarth Zagato 750 |             | Vernaeve              |        | 1e                            |
| 24/09/1961    | Heuvelklim          | Course de côte de Houyet                                             | 67     | Austin Seven 850       |             | Vernaeve              |        | 1e                            |
| 1/10/1961     | Heuvelklim          | Course de côte de Namur                                              | 58     | Austin Seven 850       |             | Vernaeve              |        | 1e                            |
| 21-22/10/1961 | Rally               | Omloop van Vlaanderen                                                | 15     | Austin Seven 850       |             | Vernaeve / Merckx     |        | 2e / 1e Gr. / 1e in categorie |
| 10-11/11/1961 | Rally               | Ronde van België (Tour De Belgique)                                  | 80     | Austin Seven 850       |             | Vernaeve / Merckx     |        | 3e / 2e in categorie          |
| 2-3/12/1961   | Rally               | 12 Uur van Elsene                                                    | 35     | Austin Seven 850       |             | Vernaeve / Merckx     |        | Opgave                        |
|               | Heuvelklim          | 1e in Kampioenschap van België voor Heuvelklims in Tourisme amélioré |        |                        |             |                       |        |                               |
|               |                     | 3e in Challenge Lucas-Girling                                        |        |                        |             |                       |        |                               |

### 1962
| Datum            | Type                | Race                                          | Nummer | Auto          | Nummerplaat | Rijders                     | Team           | Resultaat                           |
| ---------------- | ------------------- | --------------------------------------------- | ------ | ------------- | ----------- | --------------------------- | -------------- | ----------------------------------- |
| 24-27/01/1962    | Rally               | Rallye de Monte-Carlo (Frankrijk)             | 146    | Austin Cooper | 3995 N      | Vernaeve / Harris           |                | 25e / 6e in categorie               |
| 09-11/02/1962    | Rally               | Rallye des Routes du Nord (Frankrijk)         | 39     | Austin Cooper |             | Vernaeve / Harris           |                | 2e / 1e Index / 1e in categorie     |
| 11/03/1962       | Heuvelklim          | Course de côte de Fléron                      | 47     | Austin Cooper |             | Vernaeve                    |                | 15e / 2e Gr. / 1e in klasse         |
| 17-18/03/1962    | Rally               | Rally Antwerpen-Liège-Antwerpen               | 75     | Austin Cooper |             | Vernaeve / Moens            |                | 1e / 1e Gr. / 1e in categorie       |
| 25/03/1962       | Heuvelklim          | Course de côte de Alle-sur-Semois             |        | Austin Cooper |             | Vernaeve                    |                | 10e / 2e Gr. / 1e in klasse         |
| 07-08/04/1962    | Rally               | 12 Heures de Huy                              | 58     | Austin Cooper |             | Vernaeve                    |                | 4e / 3e Gr. / 1e in categorie       |
| 15/04/1962       | Circuit             | Beker van Brussel (Heizel)                    | 18B    | Austin Cooper | 3995 N      | Vernaeve                    |                | 4e                                  |
| 07-12/05/1962    | Rally               | Tulpenrallye (Nederland)                      | 103    | Austin Cooper |             | Vernaeve / C. Van Malleghem |                | Buiten klassement                   |
| 12-13/05/1962    | Rally               | Rallye de Picardie (Frankrijk)                | 36     | Austin Cooper |             | Vernaeve / Moens            |                | 1e / 2e bij Index / 1e in categorie |
| 31/05/1962       | Rallycross - Slalom | Slalom van Roeselare                          |        | Austin Cooper |             | Vernaeve                    |                | 2e in categorie                     |
| 02-03/06/1962    | Rally               | Rallye du Touquet (Frankrijk)                 |        | Austin Cooper |             | Vernaeve / Moens            |                | 2e / 1e bij Index / 1e in categorie |
| 30/06-01/07/1962 | Rally               | Rallye de Nivelles                            | 46     | Austin Cooper |             | Vernaeve / Moens            |                | 2e / 1e Gr. / 1e in categorie       |
| 8/07/1962        | Circuit             | Beker van Benelux in Zandvoort (Nederland)    |        | Austin Cooper |             | Vernaeve                    |                | 1e + snelste ronde                  |
| 15/07/1962       | Heuvelklim          | Course de côte d'Andenne - Ben-Ahin           |        | Austin Cooper |             | Vernaeve                    |                | 3e / 1e Gr.                         |
| 12/08/1962       | Heuvelklim          | Course de côte du Mont-Doré (Frankrijk)       | 49     | Austin Cooper | 3995 N      | Vernaeve                    |                | 5e / 2e Gr. / 1e in categorie       |
| 9/09/1962        | Rallycross - Slalom | Slalom van Brussel - Heizel                   |        | Austin Cooper |             | Vernaeve                    |                | 1e / 1e in categorie                |
| 15-23/09/1962    | Circuit             | Tour de France Auto (Frankrijk)               | 57     | Austin Cooper | 3995 N      | Vernaeve / Harris           |                | Opgave (versnellingsbak)            |
| 30/09/1962       | Heuvelklim          | Course de côte de Namur                       |        | Austin Cooper |             | Vernaeve                    |                | 12e / 1e Gr. / 1e in categorie      |
| 30/09/1962       | Rallycross - Slalom | Slalom Aalter (nacht)                         | 14     | Austin Cooper | 3995 N      | Vernaeve                    | Team Don Moore | 1e                                  |
| 6/10/1962        |                     | 6 Hours of Brands Hatch (Verenigd Koninkrijk) | 32     | Austin Cooper |             | Vernaeve / Harris           |                | Opgave                              |
| 20-21/10/1962    | Rally               | Omloop van Vlaanderen                         | 70     | Austin Cooper |             | Vernaeve / Moens            |                | 1e / 1e Gr. / 1e in categorie       |
| 09-11/11/1962    | Circuit             | Ronde van België (Tour De Belgique)           | 69     | Austin Cooper |             | Vernaeve / Moens            |                | 3e / 1e Gr. / 1e in categorie       |
| 01-02/12/1962    | Circuit             | 12 Uur van Elsene                             | 19     | Austin Cooper |             | Cultiaux / Vernaeve         |                | 18e / 2e in categorie               |
|                  |                     | 1e Criterium van België Sport & Tourisme      |        |               |             |                             |                |                                     |
|                  |                     | 1e in Challenge Lucas-Girling                 |        |               |             |                             |                |                                     |

### 1963
| Datum            | Type       | Race                                                 | Nummer | Auto                 | Nummerplaat | Rijders                | Team                  | Resultaat                           |
| ---------------- | ---------- | ---------------------------------------------------- | ------ | -------------------- | ----------- | ---------------------- | --------------------- | ----------------------------------- |
| 19-26/01/1963    | Rally      | Rallye de Monte-Carlo (Frankrijk)                    | 89     | Morris Mini Cooper S |             | Vernaeve / Staepelaere |                       | 40e / 5e in categorie               |
| 08-10/02/1963    | Rally      | Rallye des Routes du Nord (Frankrijk)                | 46     | Morris Mini Cooper S |             | Vernaeve / Moens       |                       | Opgave                              |
| 02-03/03/1963    | Rally      | Rally Antwerpen-Liège-Antwerpen                      | 65     | Morris Mini Cooper S |             | Vernaeve / Moens       |                       | 1e / 1e Gr. / 1e in categorie       |
| 16-17/03/1963    | Circuit    | Circuit des Ardennes                                 | 40     | Morris Mini Cooper S | 3995 N      | Vernaeve / Moens       |                       | Opgave                              |
| 24/03/1963       | Heuvelklim | Course de côte de Alle-sur-Semois                    |        | Morris Mini Cooper S |             | Vernaeve               |                       | 4e                                  |
| 30-31/03/1963    | Rally      | 12 Heures de Huy                                     | 62     | Morris Mini Cooper S |             | Vernaeve               |                       | Opgave                              |
| 22-27/04/1963    | Rally      | Tulpenrallye (Nederland)                             | 74     | Morris Mini Cooper S |             | Vernaeve / Vittel      |                       | 11e / 1e in categorie               |
| 04-05/05/1963    | Rally      | Rallye de Picardie (Frankrijk)                       | 45     | Morris Mini Cooper S |             | Vernaeve / Moens       |                       | 6e / 4e bij Index / 2e in categorie |
| 08-09/06/1963    | Rally      | Rallye du Touquet (Frankrijk)                        | 45     | Morris Mini Cooper S |             | Vernaeve / Moens       |                       | 26e / 26e bij Index                 |
| 29-30/06/1963    | Rally      | Rallye de Nivelles                                   | 54     | Morris Mini Cooper S |             | Vernaeve / Moens       |                       | 1e / 1e Gr. / 1e in categorie       |
| 6/07/1963        | Circuit    | 6 Hours of Brands Hatch (Verenigd Koninkrijk)        | 35     | Morris Mini Cooper S |             | Vernaeve / Lewis       | Westover Racing       | 25e / 3e in categorie               |
| 7/07/1963        | Circuit    | Beker van Benelux in Zandvoort (Nederland)           | 80     | Morris Mini Cooper S |             | Vernaeve               |                       | Opgave + snelste ronde              |
| 14/07/1963       | Heuvelklim | Course de côte de Gives-Andenne                      |        | Morris Mini Cooper S |             | Vernaeve               |                       | 9e / 1e Gr / 1e in categorie        |
| 25/08/1963       | Circuit    | 1e Beker van Terlaemen - Grote Prijs van Zolder      | 44     | Morris Mini Cooper S |             | Vernaeve               |                       | 3e / 3e in categorie                |
| 27-31/08/1963    | Rally      | Liège - Sofia - Liège                                | 82     | GAZ M-21 Volga       |             | Vernaeve / Vittel      |                       | Opgave                              |
| 1/09/1963        | Circuit    | ADAC 500 km Rennen Nürburgring (Duitsland)           | 47     | DKW Junior           |             | Holvoet / Vernaeve     | Ecurie Francorchamps? | Opgave                              |
| 13-22/09/1963    | Circuit    | Tour de France Auto (Frankrijk)                      | 37     | Morris Mini Cooper S |             | Vernaeve / Deprez      |                       | Opgave                              |
| 05-06/10/1963    | Rally      | Rallye de Verviers                                   | 56     | Morris Mini Cooper S |             | Vernaeve / Moens       |                       | Opgave                              |
| 19-20/10/1963    | Rally      | Omloop van Vlaanderen                                | 178    | Morris Mini Cooper S |             | Vernaeve / Moens       |                       | 6e / 3e Gr. / 1e in categorie       |
| 09-11/11/1963    | Circuit    | Tour de Belgique et du Luxembourg                    | 69     | Morris Mini Cooper S |             | Vernaeve / Moens       |                       | 3e / 2e Gr. / 1e in categorie       |
| 30/11-01/12/1963 | Circuit    | 12 Uur van Elsene                                    | 45     | Morris Mini Cooper S |             | Vernaeve / Moens       |                       | 6e / 2e Gr. / 1e in categorie       |
|                  | Rally      | 1e in Kampioenschap van België van Nationale Rally's |        |                      |             | met Frans Moens        |                       |                                     |

### 1964
| Datum         | Type                                        | Race                                                      | Nummer          | Auto                   | Nummerplaat | Rijders                | Team                        | Resultaat                           |
| ------------- | ------------------------------------------- | --------------------------------------------------------- | --------------- | ---------------------- | ----------- | ---------------------- | --------------------------- | ----------------------------------- |
| 07-09/02/1964 | Rally                                       | Rallye des Routes du Nord (Frankrijk)                     | 62              | Morris Mini Cooper S   | 288 JOB     | Vernaeve / Moens       |                             | 5e / 2e bij Index / 1e in categorie |
| 30/03/1964    | Circuit                                     | Beker van België - Zolder                                 | 219             | Morris Mini Cooper S   |             | Vernaeve               |                             | 1e + snelste ronde                  |
| 04-05/04/1964 | Rally                                       | 12 Heures de Huy                                          | 62              | Morris Mini Cooper S   |             | Vernaeve               |                             | Opgave (carburator)                 |
| 20-24/04/1964 | Rally                                       | Tulpenrallye (Nederland)                                  | 34              | Morris Mini Cooper S   | 3995 N      | Vernaeve / Deprez      |                             | 4e / 1e in categorie                |
| 02-03/05/1964 | Rally                                       | Rallye de Picardie (Frankrijk)                            |                 | Morris Mini Cooper S   |             | Vernaeve / Moens       |                             | 4e / 2e bij Index / 1e in categorie |
| 10/05/1964    | Circuit - European Touring Car Challenge    | 2e Beker van Terlaemen - Grote Prijs van Zolder           | 507             | BMC Mini Cooper S 1275 |             | Vernaeve               | Cooper Car Company          | 1e + snelste ronde                  |
| 16/05/1964    | Circuit - European Touring Car Challenge    | 3 Hours of Mallory Park (Verenigd Koninkrijk)             | 1               | BMC Mini Cooper S 970  |             | Fitzpatrick / Vernaeve | Cooper Car Company          | 2e / 2e in categorie                |
| 17/05/1964    | Circuit                                     | Coupe de Spa-Francorchamps                                | 55              | Morris Mini Cooper S   |             | Vernaeve               |                             | 6e / 1e in categorie                |
| 6/06/1964     | Circuit - European Touring Car Challenge    | 6 Hours of Brands Hatch (Verenigd Koninkrijk)             | 30              | BMC Mini Cooper S 1275 |             | Hopkirk / Vernaeve     | Cooper Car Company          | Opgave                              |
| 14/06/1964    | Heuvelklim - European Touring Car Challenge | Course de côte du Mont-Ventoux (Frankrijk)                | 116             | BMC Mini Cooper S 1275 |             | Vernaeve               | Cooper Car Company          | 5e / 1e in categorie                |
| 21/06/1964    | Circuit - European Touring Car Challenge    | Grosser Preis der Tourenwagen Nürburgring (Duitsland)     |                 | BMC Mini Cooper S 1275 |             | Fitzpatrick / Vernaeve | Cooper Car Company          | 6e / 2e in categorie                |
| 23-28/06/1964 | Rally                                       | Coupe des Alpes (Frankrijk)                               | 7               | Morris Mini Cooper S   |             | Vernaeve / Ickx        |                             | Opgave                              |
| 5/07/1964     | Circuit                                     | Beker van Benelux in Zandvoort (Nederland)                |                 | Morris Mini Cooper S   |             | Vernaeve               |                             | 2e / 1e in categorie                |
| 25-26/07/1964 | Circuit                                     | 24 Uren van Francorchamps                                 | 504             | BMC Mini Cooper S 970  |             | Hopkirk / Vernaeve     | Tyrrell Racing Organisation | 13e / 1e in categorie               |
| 9/08/1964     | Circuit - European Touring Car Challenge    | 10e Kanonloppet in Karlskoga (Zweden)                     | 52              | BMC Mini Cooper S 1275 |             | Vernaeve               | Cooper Car Company          | 12e / 4e in categorie               |
| 25-29/08/1964 | Rally                                       | Liège - Sofia - Liège                                     | 81              | MGB                    | BRX854B     | Vernaeve / Hiam        | British Motor Corporation   | Opgave (versnellingsbak)            |
| 20/09/1964    | Circuit - European Touring Car Challenge    | 4u van Budapest                                           |                 | BMC Mini Cooper S 970  |             | Vernaeve               | Cooper Car Company          | 15e / 3e in categorie               |
| 15-18/10/1964 | Rally                                       | Rallye de Genève (Zwitserland)                            | 71              | Morris Mini Cooper S   |             | Vernaeve / Vittel      |                             | 21e / 4e in categorie               |
| 25/10/1964    | Circuit - European Touring Car Challenge    | Coppa Europa (4u race) in Monza (Italië)                  |                 | BMC Mini Cooper S 1275 |             | Vernaeve               | Cooper Car Company          | 22e / 11e in categorie              |
| 13-15/11/1964 | Rally                                       | Ronde van België (Tour De Belgique)                       | 82              | Morris Mini Cooper S   | 3995 N      | Vernaeve / Moens       |                             | Opgave                              |
|               |                                             | 1e in Kampioenschap van België voor Toerismewagens        |                 |                        |             |                        |                             |                                     |
|               |                                             | 1e in Challenge BRS Speed Categorie Toerisme              |                 |                        |             |                        |                             |                                     |
|               |                                             | 2e in Kampioenschap van België van Internationale Rally's | (1e: L Bianchi) |                        |             |                        |                             |                                     |

### 1965
| Datum         | Type                | Race                                                                      | Nummer | Auto                      | Nummerplaat | Rijders              | Team                   | Resultaat                           |
| ------------- | ------------------- | ------------------------------------------------------------------------- | ------ | ------------------------- | ----------- | -------------------- | ---------------------- | ----------------------------------- |
| 14/03/1965    | Circuit             | Race of Champions in Brands Hatch (Verenigd Koninkrijk)                   | 84     | Morris Mini Cooper S 1300 |             | Vernaeve             |                        | Opgave                              |
| 21/03/1965    | Circuit             | Beker van België - Zolder                                                 | 27     | Morris Mini Cooper S 1300 |             | Vernaeve             |                        | 2e / 1e in categorie                |
| 26-30/04/1965 | Rally               | Tulpenrallye (Nederland)                                                  | 20     | Morris Mini Cooper S 1300 | 3995 N      | Vernaeve / Liddon    |                        | 17e / 1e in categorie               |
| 2/05/1965     | Rallycross - Slalom | Slalom International pour la Coupe d'Europe des Écuries Auto (Luxembourg) | 113    | Morris Mini Cooper S 1300 |             | Vernaeve             |                        | 5e in categorie                     |
| 9/05/1965     | Circuit             | Grote Prijs Formule 3 in Zolder - 2e race                                 | 37     | BMC Cooper Formule 3      |             | Vernaeve             | Écurie Nationale Belge | 11e                                 |
| 9/05/1965     | Circuit             | Grote Prijs Formule 3 in Zolder - Finale                                  | 37     | BMC Cooper Formule 3      |             | Vernaeve             | Écurie Nationale Belge | Niet gekwalificeerd                 |
| 16/05/1965    | Circuit             | Grote Prijs van Spa-Francorchamps                                         | 50     | Morris Mini Cooper S 1300 |             | Vernaeve             |                        | 6e / 3e in Groep / 2e in categorie  |
| 22-23/05/1965 | Rally               | Rallye de Picardie (Frankrijk)                                            | 54     | Morris Mini Cooper S 1300 | 3995 N      | Vernaeve / Moens     |                        | 3e / 1e bij Index / 1e in categorie |
| 29-30/05/1965 | Rally               | Rallye de la Baule (Frankrijk)                                            |        | Morris Mini Cooper S 1300 |             | Vernaeve / Tollemer  | Celte                  | 2e / 1e bij Index / 1e in categorie |
| 12-13/06/1965 | Rally               | Rallye du Touquet (Frankrijk)                                             | 66     | Morris Mini Cooper S 1300 |             | Vernaeve / Jacquemin |                        | 2e / 1e bij Index / 1e in categorie |
| 05-07/07/1965 | Rally               | Moldau (Vltava) Rally (Tsjechoslovakije)                                  | 103    | Morris Mini Cooper S 1300 |             | Vernaeve / Harris    |                        | Opgave (ongeval)                    |
| 24-25/07/1965 | Circuit             | 24 Uren van Francorchamps                                                 | 86     | BMC Mini Cooper S 970     | GPH 1C      | Mabbs / Vernaeve     | Cooper Car Company     | Opgave                              |
| 12/09/1965    | Circuit             | 1e Beker van de Toekomst - Trofee van Limburg                             | 64     | Morris Mini Cooper S 970  |             | Vernaeve             |                        | 16e / 2e in categorie               |
| 12/09/1965    | Circuit             | 1e Beker van de Toekomst - Trofee van de BMC Cooper 1000                  | 38     | Morris Mini Cooper S 970  |             | Vernaeve             |                        | 1e + snelste ronde                  |

### 1966
| Datum            | Type       | Race                                                         | Nummer | Auto                        | Nummerplaat | Rijders              | Team                      | Resultaat                                        |
| ---------------- | ---------- | ------------------------------------------------------------ | ------ | --------------------------- | ----------- | -------------------- | ------------------------- | ------------------------------------------------ |
| 05-06/02/1966    | Rally      | Randonnée des Routes Blanches                                | 78     | BMC Mini Cooper S 1300 Gr 2 |             | Vernaeve / Moens     |                           | 24e / 6e in categorie                            |
| 11-13/02/1966    | Rally      | Rallye des Routes du Nord (Frankrijk)                        |        | Morris Mini Cooper S 1300   |             | Vernaeve / Moens     |                           | 2e / 1e bij Index / 1e in categorie              |
| 19-20/02/1966    | Rally      | Rallye Neige et Glace (Frankrijk)                            | 81     | Morris Mini Cooper S 1300   | GRX555D     | Vernaeve / Jacquemin | British Motor Corporation | 17e / 6e Gr. / 1e in categorie                   |
| 04-06/03/1966    | Rally      | Rally Eurally - Antwerpen                                    |        | BMC Mini Cooper S 1300 Gr 2 |             | Vernaeve / Deprez    |                           | Opgave                                           |
| 20/03/1966       | Circuit    | 4 Ore di Jolly Club Monza (Italië)                           |        | BMC Mini Cooper S 1300 Gr 2 |             | Vernaeve             | Team Don Moore            | 10e / 8e in groep (Gr2) / 1e in categorie (T1.3) |
| 26-27/03/1966    | Rally      | Rallye du Limousin (Frankrijk)                               |        | Morris Mini Cooper S 1300   |             | Vernaeve / Moens     |                           | 8e / 3e in categorie                             |
| 17/04/1966       | Circuit    | Preis von Wien, Curd-Barry-Gedenkrennen (Oostenrijk)         | 50     | BMC Mini Cooper S 1300 Gr 2 |             | Vernaeve             | Team Don Moore            | 7e / 6e in categorie                             |
| 24/04/1966       | Circuit    | Beker van België - Zolder                                    | 22     | BMC Mini Cooper S 1300 Gr 2 |             | Vernaeve             |                           | 9e / 1e in categorie                             |
| 30/04-01/05/1966 | Rally      | Rallye de Picardie (Frankrijk)                               |        | Morris Mini Cooper S 1300   |             | Vernaeve / Jacquemin |                           | 1e / 1e bij Index / 1e in categorie              |
| 8/05/1966        | Circuit    | Grote Prijs van Limburg in Zolder                            | 20     | BMC Mini Cooper S 1300 Gr 2 |             | Vernaeve             |                           | 7e / 1e in categorie                             |
| 22/05/1966       | Circuit    | 1000 Kilomètres de Francorchamps                             | 59     | MGB                         | GRX307D     | Vernaeve / Hedges    | British Motor Corporation | 12 e / 1e in categorie                           |
| 5/06/1966        | Circuit    | 1000 Kilometer Rennen Nürburgring (Duitsland)                | 107    | MGB                         | JBL491D     | Vernaeve / Hedges    | British Motor Corporation | Opgave                                           |
| 11-12/06/1966    | Rally      | Rallye du Touquet (Frankrijk)                                | 23     | Morris Mini Cooper S 1300   |             | Vernaeve / Jacquemin |                           | 1e / 1e bij Index / 1e in categorie              |
| 26/06/1966       | Heuvelklim | Course de côte du Mont-Ventoux (Frankrijk)                   | 243    | BMC Mini Cooper S 1300 Gr 1 |             | Vernaeve             | Team Don Moore            | 4e / 1e in categorie                             |
| 26/06/1966       | Heuvelklim | Course de côte du Mont-Ventoux (Frankrijk)                   | 220    | BMC Mini Cooper S 1300 Gr 2 |             | Vernaeve             | Team Don Moore            | 6e / 1e in categorie                             |
| 3/07/1966        | Circuit    | 6 Stunden Rennen Nürburgring (Duitsland)                     |        | BMC Mini Cooper S 1300 Gr 2 | GPH 1C      | Vernaeve / Handley   | Team Don Moore            | 16e / 5 Gr. / 7e in categorie                    |
| 09-10/07/1966    | Rally      | Rallye du Mont-Blanc (Frankrijk)                             |        | Morris Mini Cooper S 1300   |             | Vernaeve / Jacquemin |                           | 2e / 1e bij Index / 1e in categorie              |
| 23-24/07/1966    | Circuit    | 24 Uren van Francorchamps                                    | 50     | BMC Mini Cooper S 1300 Gr 2 |             | Torlay / Vernaeve    |                           | Opgave (koppakking)                              |
| 30/07/1966       | Circuit    | 500 km Snetterton                                            | 25     | BMC Mini Cooper S 1300 Gr 2 |             | Vernaeve             | Team Don Moore            | Opgave (ongeval)                                 |
| 16-20/08/1966    | Circuit    | Marathon de la Route (84u race) - Nürburgring (Duitsland)    | 47     | MGB                         | GRX307D     | Vernaeve / Hedges    | British Motor Corporation | 1e / 1e in categorie                             |
| 05-10/09/1966    | Rally      | Coupe des Alpes (Frankrijk)                                  | 20     | Morris Mini Cooper S 1300   |             | Vernaeve / Jacquemin |                           | Gediskwalificeerd (tijdsoverschrijding)          |
| 9/10/1966        | Circuit    | La Coupe du Salon - Montlhéry (Frankrijk)                    | 8      | Ford Mustang                |             | Vernaeve             |                           | Opgave                                           |
| 16/10/1966       | Circuit    | 1000 Kilomètres de Paris (Frankrijk)                         | 31     | MGB                         | GRX307D     | Vernaeve / Hedges    | British Motor Corporation | 13e / 3e in categorie                            |
| 05-06/11/1966    | Rally      | Tour de Corse (Frankrijk)                                    | 15     | Morris Mini Cooper S 1300   |             | Vernaeve / Moisset   |                           | 22e / 6e Gr. / 2e in categorie                   |
| 26-27/11/1966    | Rally      | Critérium des Cévennes (Frankrijk)                           | 15     | Morris Mini Cooper S 1300   | 7 C 339     | Vernaeve / Deprez    |                           | 18e / 4e Gr. / 2e in categorie                   |
|                  |            | 3e in Challenge Shell-Berre achter J-P Hanrioud et L Bianchi |        |                             |             |                      |                           |                                                  |

### 1967
| Datum         | Type       | Race                                                              | Nummer | Auto                      | Nummerplaat | Rijders                                             | Team                      | Resultaat |
| ------------- | ---------- | ----------------------------------------------------------------- | ------ | ------------------------- | ----------- | --------------------------------------------------- | ------------------------- | --- |
| 18-19/02/1967 | Rally      | Rally Eurally - Antwerpen                                         | 45     | Morris Mini Cooper S 1300 |             | Vernaeve / Michielsen                               |                           | Opgave |
| 04-05/03/1967 | Circuit    | Circuit des Ardennes                                              | 68     | Morris Mini Cooper S 1300 |             | Vernaeve / Michielsen                               |                           | 1e / 1e Gr. / 1e in categorie |
| 19/03/1967    | Heuvelklim | Course de côte des Ardennes (La Roche Samrée)                     | 67     | Morris Mini Cooper S 1300 | 4 B 016     | Vernaeve                                            |                           | 2e / 1e Gr. / 1e in categorie + snelste ronde                                                                                     |
| 9/04/1967     | Circuit    | Grand National Zolder                                             |        | Morris Mini Cooper S 1300 |             | Vernaeve                                            |                           | Opgave |
| 24-29/04/1967 | Rally      | Tulpenrallye (Nederland)                                          | 66     | Morris Mini Cooper S 1300 | 4 B 016     | Vernaeve / Wood                                     |                           | 4e / 3e in categorie |
| 15/05/1967    | Circuit    | Grand Prix des Frontières - Chimay                                | 8      | Morris Mini Cooper S 1300 |             | Aron / Vernaeve                                     |                           | 22ste, 10de in klasse |
| 21/05/1967    | Circuit    | Grote Prijs van Limburg in Zolder                                 | 27     | Morris Mini Cooper S 1300 |             | Vernaeve                                            |                           | 6e / 1e in categorie |
| 28/05/1967    | Circuit    | 1000 Kilometer Rennen Nürburgring (Duitsland)                     | 107    | MGB                       |             | Baker / Vernaeve                                    |                           | 17e / 5e Gr. |
| 15-18/06/1967 | Rally      | Rallye de Genève / Criterium de Crans-sur-Sierre (Zwitserland)    | 80     | Morris Mini Cooper S 1300 | LRX829E     | Vernaeve / Liddon                                   | British Motor Corporation | Criterium: 2e / 1e Gr. / 1e in categorie Rallye de Genève: 5e (Criterium was een sub-rally in die van Genève met aparte winnaars) |
| 24-25/06/1967 | Rally      | Rallye de Nivelles                                                | 37     | Morris Mini Cooper S 1300 |             | Vernaeve / Michielsen                               |                           | Opgave |
| 22-23/07/1967 | Circuit    | 24 Uren van Francorchamps                                         | 73     | Morris Mini Cooper S 1300 |             | Vernaeve / Schumacher                               |                           | Opgave (koppeling) |
| 22-26/08/1967 | Circuit    | Marathon de la Route (84u race) - Nürburgring (Duitsland)         | 39     | Austin Mini Cooper S 970  | GRX5D       | Fall / Hedges / Vernaeve                            | British Motor Corporation | 2e / 1e Regulariteit / 1e in categorie                                                                                            |
| 1/09/1967     | Circuit    | 7 internationale records in Klasse 1500 tot 2000 - Monza (Italië) |        | Austin 1800               | LBL416E     | Enever / Poole / Aaltonen / Vernaeve / Baker / Fall | British Motor Corporation | |
| 10-12/11/1967 | Rally      | Ronde van België (Tour De Belgique)                               | 18     | Morris Mini Cooper S 1300 | 7 C 339     | Vernaeve / Michielsen                               |                           | 2e / 1e Gr. / 1e in categorie |

### 1968
| Datum         | Type                | Race                                                      | Nummer | Auto                           | Nummerplaat | Rijders                  | Team                      | Resultaat                                          |
| ------------- | ------------------- | --------------------------------------------------------- | ------ | ------------------------------ | ----------- | ------------------------ | ------------------------- | -------------------------------------------------- |
| 21/04/1968    | Circuit             | Beker van België - Zolder                                 | 217    | Morris Mini Cooper S 1300      |             | Vernaeve                 |                           | 1e + snelste ronde (in Group 2/5 <1300cc)          |
| 22-27/04/1968 | Rally               | Tulpenrallye (Nederland)                                  | 74     | Austin Cooper S 1275 Gr 2      | ORX707F     | Vernaeve / Wood          | British Motor Corporation | 3e / 1e Gr. / 1e in categorie (teamprijs gewonnen) |
| 5/05/1968     | Circuit             | Grote Prijs van Limburg in Zolder                         | 37     | Morris Mini Cooper S 1300      |             | Vernaeve                 |                           | 16e / 9e Gr. / 16e in categorie (Opgave)           |
| 26/05/1968    | Circuit             | Coupes de Spa Francorchamps                               |        | Morris Mini Cooper S 1300      |             | Vernaeve                 |                           | Opgave                                             |
| 2/06/1968     | Circuit             | Grand Prix des Frontières - Chimay                        | 31     | Morris Mini Cooper S 1300      |             | Vernaeve                 |                           | 8e / 2e in categorie                               |
| 14/07/1968    | Circuit             | Noordzee Trofee - Koksijde                                | 26     | Morris Mini Cooper S 1300 Gr 1 |             | Vernaeve                 |                           | 1e + snelste ronde                                 |
| 14/07/1968    | Circuit             | Noordzee Trofee - Koksijde                                | 73     | Morris Mini Cooper S 1300 Gr 5 |             | Vernaeve                 |                           | 2e + snelste ronde                                 |
| 20-21/07/1968 | Circuit             | 24 Uren van Francorchamps                                 | 78     | Morris Mini Cooper S 1300      |             | Vernaeve / Baker         |                           | Opgave (wiel verloren)                             |
| 20-24/07/1968 | Circuit             | Marathon de la Route (84u race) - Nürburgring (Duitsland) | 4      | MG C GT                        | MBL546E     | Fall / Hedges / Vernaeve | British Motor Corporation | 6e / 25e Regulariteit / 1e in categorie            |
| 29/09/1968    | Rallycross - Slalom | Kampioenschap Slalom van België - Heizel                  | 76     | Morris Mini Cooper S 1300      |             | Vernaeve                 |                           | 1e Gr. / 1e in categorie                           |

### 1969
| Datum         | Type    | Race                            | Nummer | Auto                           | Nummerplaat | Rijders               | Team | Resultaat                            |
| ------------- | ------- | ------------------------------- | ------ | ------------------------------ | ----------- | --------------------- | ---- | ------------------------------------ |
| 20/04/1969    | Circuit | Beker van België - Zolder       | 50     | Morris Mini Cooper S 1300 Gr 5 |             | Vernaeve              |      | 1e + Snelste ronde (Group 2/5 -1300) |
| 1/05/1969     | Circuit | Grote Prijs van Zolder          | 35     | Morris Mini Cooper S 1300 Gr 5 |             | Vernaeve              |      | 1e + Snelste ronde                   |
| 10/05/1969    | Circuit | Coupes de Spa Francorchamps     | 36     | Morris Mini Cooper S 1300 Gr 5 |             | Vernaeve              |      | Opgave                               |
| 1/06/1969     | Circuit | Grand National Zolder           | 45     | Morris Mini Cooper S 1300 Gr 5 |             | Vernaeve              |      | Opgave                               |
| 19-20/07/1969 | Circuit | 12 Uur van Zolder               | 41     | Morris Mini Cooper S 1300 Gr 1 |             | Vernaeve / Deprez     |      | 1e / 1e in categorie                 |
| 26-27/07/1969 | Circuit | 24 Uren van Francorchamps       | 96     | BMC Cooper S 970 Gr 5          |             | Vernaeve / Baker      |      | 19e / 1e in categorie                |
| 7/09/1969     | Circuit | Beker van de Toekomst - Zolder  |        | Morris Mini Cooper S 1300 Gr 5 |             | Vernaeve              |      | Opgave                               |
| 18-26/09/1969 | Circuit | Tour de France Auto (Frankrijk) | 10     | Morris Mini Cooper S 1300 Gr 5 | 7 C 339     | Vernaeve / Michielsen |      | 24e / 5e Gr. / 1e in categorie       |

### 1970
| Datum         | Type       | Race                                                      | Nummer | Auto                        | Nummerplaat | Rijders                    | Team                             | Resultaat                                                 |
| ------------- | ---------- | --------------------------------------------------------- | ------ | --------------------------- | ----------- | -------------------------- | -------------------------------- | --------------------------------------------------------- |
| 5/04/1970     | Circuit    | Noordzee Trofee - Zolder                                  |        | Chevron-Mazda B16 2L Gr6    |             | Vernaeve                   |                                  | Opgave                                                    |
| 19/04/1970    | Circuit    | Beker van België - Zolder                                 | 43B    | BMC Mini Cooper S 1300 Gr 2 |             | Vernaeve                   |                                  | 8e / 1e in categorie                                      |
| 3/05/1970     | Heuvelklim | Course de côte de la Semois                               | 120    | BMC Mini Cooper S 1300 Gr 2 |             | Vernaeve                   |                                  | 4e / 2e Gr / 2e in categorie                              |
| 10/05/1970    | Circuit    | Grote Prijs van Zolder                                    | 14     | BMC Mini Cooper S 1300 Gr 2 |             | Vernaeve                   |                                  | 1e + Snelste ronde                                        |
| 17/05/1970    | Circuit    | 1000 Km Spa Francorchamps                                 | 14     | Chevron-Mazda B16 2L Gr6    |             | Vernaeve / Deprez          |                                  | 15e / 2e in categorie                                     |
| 24/05/1970    | Rally      | Stilstaande en Vliegende Kilometer van Gent               |        | BMC Mini Cooper S 1300 Gr 2 |             | Vernaeve                   |                                  | Record                                                    |
| 31/05/1970    | Circuit    | ADAC 1000 Kilometer Rennen Nürburgring (Duitsland)        | 24     | Chevron-Mazda B16 2L Gr6    |             | Vernaeve / Deprez          |                                  | 10e / 2e in categorie                                     |
| 13-14/06/1970 | Circuit    | 24 Heures du Mans (Frankrijk)                             | 48     | Chevron-Mazda B16 2L Gr6    |             | Vernaeve / Deprez          | Levi's International Racing Team | Opgave (probleem ontsteking en benzinelek)                |
| 27/06/1970    | Circuit    | Tourist Trophy - Silverstone (Verenigd Koninkrijk)        | 30     | Mazda R100 M10A Gr 2        |             | Vernaeve / Deprez          | Mazda Racing Team                | 12e / 9e in categorie                                     |
| 12/07/1970    | Circuit    | 6 Stunden Rennen Nürburgring (Duitsland)                  | 31     | Mazda R100 M10A Gr 2        |             | Vernaeve / Baker           | Mazda Racing Team                | 6e / 6e in categorie                                      |
| 18-22/08/1970 | Circuit    | Marathon de la Route (86u race) - Nürburgring (Duitsland) | 20     | Mini Clubman 1275 GT Gr6    | SOH878H     | Handley / Poole / Vernaeve | British Leyland                  | Opgave (diskwalificatie na te lange stilstand in de pits) |
| 20/09/1970    | Circuit    | 3 Heures de Verviers - Francorchamps                      | 49     | BMC Mini Cooper S 1300 Gr 2 |             | Vernaeve                   |                                  | 10e                                                       |
| 20/09/1970    | Circuit    | Trophée des Ardennes - Francorchamps                      | 8      | Chevron-Mazda B16 2L Gr6    |             | Vernaeve / Deprez          |                                  | 6e                                                        |
| 27/09/1970    | Heuvelklim | Course de côte de Namur                                   | 118    | BMC Mini Cooper S 1300 Gr 2 |             | Vernaeve                   |                                  | 5e / 1e Gr / 1e in categorie                              |
| 21-22/11/1970 | Rally      | Ronde van België (Tour De Belgique)                       | 55     | BMC Mini Cooper S 1300 Gr 2 |             | Michielsen / Vernaeve      |                                  | Opgave                                                    |

### 1971
| Datum      | Type       | Race                                          | Nummer | Auto                        | Nummerplaat | Rijders           | Team | Resultaat                    |
| ---------- | ---------- | --------------------------------------------- | ------ | --------------------------- | ----------- | ----------------- | ---- | ---------------------------- |
| 18/04/1971 | Circuit    | Noordzee Trofee - Zolder                      | 42     | BMC Mini Cooper S 1300 Gr 2 |             | Vernaeve          |      | 7e / 2e in categorie         |
| 2/05/1971  | Circuit    | Grote Prijs van Zolder                        |        | BMC Mini Cooper S 1300 Gr 2 |             | Vernaeve          |      | 3e + Snelste ronde           |
| 30/05/1971 | Circuit    | 1000 Kilometer Rennen Nürburgring (Duitsland) | 27     | Chevron-Mazda B16 2L Gr6    |             | Vernaeve / Deprez |      | Opgave                       |
| 5/06/1971  | Circuit    | Beker van België - Zolder                     | 89     | BMC Mini Cooper S 1300 Gr 2 |             | Vernaeve          |      | 11e                          |
| 11/07/1971 | Heuvelklim | Course de côte de Gives                       | 70     | BMC Mini Cooper S 1300 Gr 2 |             | Vernaeve          |      | 9e / 1e Gr / 1e in categorie |
| 5/09/1971  | Circuit    | Coupes de l'Avenir - Nivelles                 | 21     | BMC Mini Cooper S 1300 Gr 2 |             | Vernaeve          |      | 12e / 1e in categorie        |
| 17/09/1971 | Heuvelklim | Course de côte de Trôs Marets                 | 136    | BMC Mini Cooper S 1300 Gr 2 |             | Vernaeve          |      | 10e / 1e Gr / 1e in Klasse   |
| 1/11/1971  | Heuvelklim | Course de côte de Namur                       |        | BMC Mini Cooper S 1300 Gr 2 |             | Vernaeve          |      | 2e / 1e Gr / 1e in Klasse    |

### 1972
| Datum      | Type       | Race                                                                                                | Nummer | Auto                        | Nummerplaat | Rijders  | Team | Resultaat                       |
| ---------- | ---------- | --------------------------------------------------------------------------------------------------- | ------ | --------------------------- | ----------- | -------- | ---- | ------------------------------- |
| 12/03/1972 | Heuvelklim | Course de côte de Fleron                                                                            | 86     | BMC Mini Cooper S 1300 Gr 2 |             | Vernaeve |      | 9e / 3e Gr / 1e in Klasse       |
| 19/03/1972 | Heuvelklim | Course de côte du Condroz                                                                           | 61     | BMC Mini Cooper S 1300 Gr 2 |             | Vernaeve |      | 7e / 2e Gr / 1e in Klasse       |
| 26/03/1972 | Circuit    | Beker van België - Zolder                                                                           | 69     | BMC Mini Cooper S 1300 Gr 2 |             | Vernaeve |      | 1e in categorie + Snelste ronde |
| 9/04/1972  | Circuit    | North Sea Trophy - Nivelles                                                                         | 80     | BMC Mini Cooper S 1300 Gr 2 |             | Vernaeve |      | 13e / 6e in categorie           |
| 16/04/1972 | Heuvelklim | Course de côte de La Roche en Ardenne - Samrée                                                      | 74     | BMC Mini Cooper S 1300 Gr 2 |             | Vernaeve |      | 3e / 1e Gr / 1e in Klasse       |
| 30/04/1972 | Circuit    | Grote Prijs van Zolder                                                                              | 77     | BMC Mini Cooper S 1300 Gr 2 |             | Vernaeve |      | 1e in categorie + Snelste ronde |
| 21/05/1972 | Circuit    | Grand Prix des Frontières - Chimay                                                                  | 50     | BMC Mini Cooper S 1300 Gr 2 |             | Vernaeve |      | 8e / 1e in categorie            |
| 11/06/1972 | Heuvelklim | Course de côte des Fagnes                                                                           | 97     | BMC Mini Cooper S 1300 Gr 2 |             | Vernaeve |      | 9e / 2e Gr / 2e in Klasse       |
| 2/07/1972  | Circuit    | Coupes Bénélux - Nivelles                                                                           | 21     | BMC Mini Cooper S 1300 Gr 2 |             | Vernaeve |      | 2e in categorie                 |
| 24/09/1972 | Heuvelklim | Course de côte de Namur                                                                             |        | BMC Mini Cooper S 1300 Gr 2 |             | Vernaeve |      | 2e / 1e Gr / 1e in Klasse       |
| 8/10/1972  | Circuit    | Beker van de Toekomst - Zolder                                                                      | 10     | BMC Mini Cooper S 1300 Gr 2 |             | Vernaeve |      | 6e / 1e in categorie            |
|            |            | 3e in Kampioenschap van België voor Tourismewagens (na Bourgoignie en Franck met een Ford Capri 3L) |        |                             |             |          |      |                                 |

### 1973
| Datum         | Type    | Race                                                                                      | Nummer | Auto                        | Nummerplaat | Rijders            | Team        | Resultaat                               |
| ------------- | ------- | ----------------------------------------------------------------------------------------- | ------ | --------------------------- | ----------- | ------------------ | ----------- | --------------------------------------- |
| 1/04/1973     | Circuit | Beker van België - Zolder                                                                 | 2      | BMC Mini Cooper S 1300 Gr 2 |             | Vernaeve           |             | 1e + snelste ronde (Group 2 + 1B -1300) |
| 15/04/1973    | Circuit | North Sea Trophy - Nivelles                                                               | 2      | BMC Mini Cooper S 1300 Gr 2 |             | Vernaeve           |             | 13e / 2e in categorie                   |
| 29/04/1973    | Circuit | Grote Prijs van Zolder                                                                    | 2      | BMC Mini Cooper S 1300 Gr 2 |             | Vernaeve           |             | 2e                                      |
| 10/06/1973    | Circuit | GB Grand Prix - Nivelles                                                                  | 32     | BMC Mini Cooper S 1300 Gr 2 |             | Vernaeve           |             | 9e / 2e in categorie                    |
| 24/06/1973    | Circuit | Coupes Bénélux - Nivelles                                                                 | 30     | BMC Mini Cooper S 1300 Gr 2 |             | Vernaeve           |             | 4e in categorie                         |
| 2/09/1973     | Circuit | Beker van de Toekomst - Zolder                                                            | 2      | BMC Mini Cooper S 1300 Gr 2 |             | Vernaeve           |             | 1e + snelste ronde (Group 2 -1300)      |
| 16/09/1973    | Circuit | E.G. Trophy - Zolder                                                                      | 53     | BMC Mini Cooper S 1300 Gr 2 |             | Vernaeve           |             | 4e                                      |
| 13-14/10/1973 | Circuit | 2 x 3 Heures de Nivelles (ook bekend als 24h de Nivelles)                                 | 40     | BMC Mini Cooper S 1300 Gr 2 |             | Vernaeve / Deprez  |             | 9e / 1e in categorie                    |
| 13-14/10/1973 | Circuit | 2 x 3 Heures de Nivelles (ook bekend als 24h de Nivelles)                                 | 41     | BMC Mini Cooper S 1300 Gr 2 |             | Pirenne / Vernaeve | Toison d'Or | Opgave                                  |
|               |         | 1e Group 2 Kent Castrol Group 2 Championship                                              |        |                             |             |                    |             |                                         |
|               |         | 2e in Kampioenschap van België voor Tourismewagens (na Bourgoignie met een Ford Capri 3L) |        |                             |             |                    |             |                                         |

### 1974
| Datum         | Type    | Race                                 | Nummer | Auto                    | Nummerplaat | Rijders                        | Team                          | Resultaat            |
| ------------- | ------- | ------------------------------------ | ------ | ----------------------- | ----------- | ------------------------------ | ----------------------------- | -------------------- |
| 7/04/1974     | Circuit | Beker van België - Zolder            | 85     | Triumph Dolomite Sprint |             | Vernaeve                       | Team Butch Tailors Broadspeed | 9e / 2e in categorie |
| 28/04/1974    | Circuit | Grote Prijs van Zolder               | 51     | Triumph Dolomite Sprint |             | Vernaeve                       | Team Butch Tailors Broadspeed | Opgave               |
| 4/05/1974     | Circuit | Coupes de Spa - Francorchamps        | 53     | Triumph Dolomite Sprint |             | Vernaeve / Deprez              | Team Butch Tailors Broadspeed | Opgave               |
| 26/05/1974    | Circuit | Spring Meeting - Nivelles            |        | Triumph Dolomite Sprint |             | Vernaeve                       | Team Butch Tailors Broadspeed | 8e / 3e in categorie |
| 27-28/07/1974 | Circuit | 24 Heures de Spa - Francorchamps     | 47     | Triumph Dolomite Sprint |             | Handley / Vernaeve / Stalpaert | Team Butch Tailors Broadspeed | Opgave               |
| 25/08/1974    | Circuit | Summer Meeting - Nivelles            | 86     | Triumph Dolomite Sprint |             | Vernaeve                       | Team Butch Tailors Broadspeed | 5e / 1e in categorie |
| 8/09/1974     | Circuit | Beker van de Toekomst - Zolder       | 24     | Triumph Dolomite Sprint |             | Vernaeve                       | Team Butch Tailors Broadspeed | 7e / 1e in categorie |
| 22/09/1974    | Circuit | E.G. Trophy BP - Zolder              | 47     | Triumph Dolomite Sprint |             | Vernaeve                       | Team Butch Tailors Broadspeed | 6e / 1e in categorie |
| 28/09/1974    | Circuit | 5000 Dollars Super Sprint - Nivelles |        | Triumph Dolomite Sprint |             | Vernaeve                       | Team Butch Tailors Broadspeed | 8e / 2e in categorie |

### 1975
| Datum         | Type    | Race                             | Nummer | Auto                    | Nummerplaat | Rijders                    | Team                      | Resultaat             |
| ------------- | ------- | -------------------------------- | ------ | ----------------------- | ----------- | -------------------------- | ------------------------- | --------------------- |
| 6/04/1975     | Circuit | Beker van België - Zolder        | 59     | Triumph Dolomite Sprint |             | Vernaeve                   | Butch Tailors Racing Team | 13e / 3e in categorie |
| 22/04/1975    | Circuit | Spring Meeting - Nivelles        | 12     | Triumph Dolomite Sprint |             | Vernaeve                   | Butch Tailors Racing Team | 13e / 4e in categorie |
| 29/06/1975    | Circuit | Course Allemande - Zolder        | 63     | Triumph Dolomite Sprint |             | Vernaeve                   | Butch Tailors Racing Team | 5e / 2e in categorie  |
| 26-27/07/1975 | Circuit | 24 Heures de Spa - Francorchamps | 27     | Triumph Dolomite Sprint |             | Vernaeve / Handley / Metge | Butch Tailors Racing Team | Opgave                |

### 1976
| Datum         | Type    | Race                                               | Nummer | Auto                    | Nummerplaat | Rijders                      | Team              | Resultaat                                          |
| ------------- | ------- | -------------------------------------------------- | ------ | ----------------------- | ----------- | ---------------------------- | ----------------- | -------------------------------------------------- |
| 25/04/1976    | Circuit | Grote Prijs van Zolder                             | 73     | Triumph Dolomite Sprint |             | Vernaeve                     | Leyland Vernaeve  | 1e in race D / 1e in categorie                     |
| 22/05/1976    | Circuit | Stilstaande en Vliegende Kilometer van Gent        | 58     | Triumph Dolomite Sprint |             | Vernaeve                     | Leyland Vernaeve  | Record (in Klasse 9)                               |
| 6/06/1976     | Circuit | Coupes de Spa - Francorchamps                      | 25     | Triumph Dolomite Sprint |             | Vernaeve / Pirenne           | Leyland Vernaeve  | 4e / 1e in categorie                               |
| 4/07/1976     | Circuit | Coupes Bénélux - Nivelles                          | 29     | Triumph Dolomite Sprint |             | Vernaeve                     | Leyland Vernaeve  | 2e + snelste ronde / 1e in categorie               |
| 24-25/07/1976 | Circuit | 24 Heures de Spa - Francorchamps                   | 50     | Triumph Dolomite Sprint |             | Vernaeve / Pirenne / Metge   | Sagil Conversions | 14e / 9e in klasse                                 |
| 5/09/1976     | Circuit | Beker van de Toekomst - Zolder                     |        | Triumph Dolomite Sprint |             | Vernaeve                     | Leyland Vernaeve  | Opgave                                             |
| 19/09/1976    | Circuit | Tourist Trophy - Silverstone (Verenigd Koninkrijk) | 55     | Triumph Dolomite Sprint |             | Vernaeve / Pirenne / Sladden | Sagil Conversions | 29e                                                |
| 25-26/09/1976 | Circuit | E.G. Trophy - Zolder                               |        | Triumph Dolomite Sprint |             | Vernaeve / Pirenne           | Leyland Vernaeve  | 23e / GP1 Race: 2e in klasse, D Race: 2e in klasse |
| 26/09/1976    | Circuit | Vauxhall-Gulf Trophy - Zolder                      |        | Triumph Dolomite Sprint |             | Vernaeve                     | Leyland Vernaeve  | 2e + snelste ronde / 1e in categorie               |
| 26/09/1976    | Circuit | Europese Beker van de Toekomst - Zolder            |        | Triumph Dolomite Sprint |             | Vernaeve / Pirenne           | Leyland Vernaeve  | Opgave                                             |

### 1977
| Datum         | Type    | Race                                     | Nummer | Auto                    | Nummerplaat | Rijders                    | Team              | Resultaat                    |
| ------------- | ------- | ---------------------------------------- | ------ | ----------------------- | ----------- | -------------------------- | ----------------- | ---------------------------- |
| 8/05/1977     | Circuit | 600 Kilometer van Spa - Francorchamps    | 34     | Triumph Dolomite Sprint |             | Vernaeve / Pond            | Leyland Vernaeve  | Opgave                       |
| 3/07/1977     | Circuit | Coupes Bénélux - Nivelles                |        | Triumph Dolomite Sprint |             | Vernaeve                   | Leyland Vernaeve  | Opgave                       |
| 23-24/07/1977 | Circuit | 24 Heures de Spa - Francorchamps         | 61     | Triumph Dolomite Sprint |             | Vernaeve / Pirenne / Metge | Sagil Conversions | Opgave                       |
| 5/09/1977     | Circuit | Beker van de Toekomst - Zolder           | 64     | Triumph Dolomite Sprint |             | Vernaeve                   | Leyland Vernaeve  | Opgave (+ nieuw ronderecord) |
| 25/09/1977    | Circuit | E.G. Trophy - Zolder                     | 64     | Triumph Dolomite Sprint |             | Vernaeve                   | Leyland Vernaeve  | 4e / 2e in categorie         |
| 16/10/1977    | Circuit | Int. ADAC Saisonabschlussrennen - Zolder | 18     | Triumph Dolomite Sprint |             | Vernaeve                   | Leyland Vernaeve  | 3e / 3e in categorie         |

### 1978
| Datum      | Type    | Race                      | Nummer | Auto                    | Nummerplaat | Rijders  | Team             | Resultaat             |
| ---------- | ------- | ------------------------- | ------ | ----------------------- | ----------- | -------- | ---------------- | --------------------- |
| 9/07/1978  | Circuit | Coupes Bénélux - Nivelles |        | Triumph Dolomite Sprint |             | Vernaeve | Leyland Vernaeve | 9e / 1e in categorie  |
| 13/08/1978 | Circuit | Coupes de Nivelles        | 35     | Triumph Dolomite Sprint |             | Vernaeve | Leyland Vernaeve | 12e / 4e in categorie |

### 1980
| Datum         | Type  | Race                        | Nummer | Auto        | Nummerplaat | Rijders            | Team | Resultaat |
| ------------- | ----- | --------------------------- | ------ | ----------- | ----------- | ------------------ | ---- | --------- |
| 21-27/10/1980 | Rally | Rallye de Tunesie (Tunesië) | 226    | Range Rover |             | Vernaeve / Hacquin |      | 7e        |

### 1982
| Datum         | Type  | Race                        | Nummer | Auto                   | Nummerplaat | Rijders                   | Team | Resultaat          |
| ------------- | ----- | --------------------------- | ------ | ---------------------- | ----------- | ------------------------- | ---- | ------------------ |
| 03-04/04/1982 | Rally | T.A.C. Rally - Tielt        | 57     | Mini Metro 1300 S Gr N | ADK 863     | Vernaeve / Hacquin (zoon) |      | 28e / 1e Metro Cup |
| 1/09/1982     | Rally | Rallye de Tunesie (Tunesië) | 65     | Range Rover            |             | Vernaeve / Hacquin        |      | Opgave             |

### 1991
| Datum            | Type  | Race                          | Nummer | Auto                      | Nummerplaat | Rijders               | Team | Resultaat |
| ---------------- | ----- | ----------------------------- | ------ | ------------------------- | ----------- | --------------------- | ---- | --------- |
| 28/09-06/10/1991 | Rally | Liège/Rome/Liège (Historisch) | 78     | Morris Mini Cooper 1300 S |             | Vernaeve / Michielsen |      | 15e       |

### 1994
| Datum     | Type    | Race                | Nummer | Auto            | Nummerplaat | Rijders               | Team | Resultaat        |
| --------- | ------- | ------------------- | ------ | --------------- | ----------- | --------------------- | ---- | ---------------- |
| 3/07/1994 | Circuit | 6h de Francorchamps | 15     | Austin Cooper S |             | Vernaeve / M Damseaux |      | 12e in categorie |

Index: Om minder krachtige voertuigen niet te benadelen, werd in het algemene klassement een berekeningsmethode gebruikt genaamd "Index". Zo kon een minder krachtig voertuig soms toch een beduidend krachtiger voertuig verslaan.

## Beroep
Naast het racen was Julien Vernaeve actief als garagehouder. 
Samen met zijn broer die de technische kant van de zaak behandelde, beheerde Julien Vernaeve de commerciële kant van het familiebedrijf.